# Gustav Valsvik
Gustav Valsvik (* 26. Mai 1993 in Vik) ist ein norwegischer Fußballspieler. Der Innenverteidiger steht beim norwegischen Erstligisten Rosenborg Trondheim unter Vertrag. Er ist ehemaliger norwegischer A-Nationalspieler und durchlief zuvor alle Altersklassen der Nachwuchsmannschaften.

## Karriere

### Verein
Valsvik hatte bis 2010 für Vik IL, einem in seinem Geburtsort ansässigen Verein, Fußball gespielt, bevor er zum Zweitligisten Sogndal Fotball wechselte. In der ersten Saison stieg der Klub auf und Valsvik bestritt neun Punktspiele. Nachdem er in der ersten Saison in der ersten Liga auf nur sieben Einsätze gekommen war, war er in den Spielzeiten 2012 und 2013 Stammspieler. Auch in der Spielzeit 2014 war er Stammspieler, wechselte aber während dieser zu Ligakonkurrent Strømsgodset IF. Auch dort war er Stammspieler und kam zu einigen Einsätzen in der Europa-League-Qualifikation.
Während der Spielzeit 2016 wechselte Valsvik im Sommer zum Zweitligisten Eintracht Braunschweig. Sein Punktspieldebüt gab er am 7. August 2016 (1. Spieltag) beim 2:1-Sieg im Heimspiel gegen die Würzburger Kickers; sein erstes Punktspieltor erzielte er am 29. Oktober 2017 (12. Spieltag) beim 1:1-Unentschieden im Auswärtsspiel gegen Dynamo Dresden mit dem Treffer zum Endstand in der 60. Minute.
Am 20. Dezember 2018 wurde der ehemalige Stammverteidiger vom Training bei den abstiegsbedrohten Niedersachsen freigestellt, um sich einen neuen Verein zu suchen. Innerhalb der Wintertransferperiode wechselte der Norweger schließlich in die Heimat zu Rosenborg Trondheim.

### Nationalmannschaft
Valsvik durchlief alle norwegischen Jugendnationalmannschaften von der U-16 bis zur U-23. Am 26. März 2017 debütierte er im WM-Qualifikationsspiel bei der 0:2-Niederlage der A-Nationalmannschaft gegen die Nationalmannschaft Nordirlands.